# Artjom Toptschanjuk
Artjom Toptschanjuk (ukrainisch Артём Топчанюк, englische Transkription Artem Topchanyuk, * 27. Januar 1989) ist ein ehemaliger ukrainischer Radrennfahrer.

## Sportlicher Werdegang
Artjom Toptschanjuk begann seine Karriere 2008 bei dem ukrainischen Continental Team ISD-Sport Donetsk. In seinem ersten Jahr dort wurde er Etappenzweiter bei dem ersten Teilstück der Tour de Ribas. Im nächsten Jahr belegte er bei der nationalen Meisterschaft den dritten Platz im Straßenrennen der U23-Klasse. Bei der ukrainischen Meisterschaft 2010 wurde Toptschanjuk Bergmeister sowie Zweiter im Einzelzeitfahren und Meister im Straßenrennen der U23.
2012 wechselte Toptschanjuk zum SP Tableware Cycling Team. Sein wertvollstes Resultat für das Team war der dritte Platz in der Gesamtwertung der Sibiu Cycling Tour. 2013 und 2014 fuhr er für das UCI Continental Team Amore & Vita, ohne zählbare Erfolge zu erzielen.
Sein letztes Profiteam war das Tusnad Cycling Team in der Saison 2015, mit dem ihm bei der Serbien-Rundfahrt noch einmal ein dritter Platz in der Gesamtwertung einer Rundfahrt gelang. 2016 startete er nun noch bei Rennen in der Ukraine, seit der Saison 2017 wir er nicht mehr in den Ergebnislisten der UCI geführt.

## Erfolge
2010
- Ukrainische Meister – Straßenrennen (U23)
- Ukrainische Meister – Berg